# 张志清 (中国图书馆学家)
张志清（1964年11月—），天津武清人。中国国家图书馆研究馆员，国家文物鉴定委员会委员。现任中国国家图书馆副馆长，中国国家古籍保护中心副主任。1987年7月從北京大学古典文献学专业毕业后至今在中国国家图书馆工作。1998年任中国国家图书馆善本特藏部副主任。2001年任中国国家图书馆善本特藏部主任，2007年任中国国家图书馆古籍馆（方志馆）副馆长。2009年6月任中国国家图书馆副馆长，中国国家古籍保护中心副主任（兼任国家古籍保护中心办公室主任）。目前主管中国国家图书馆古籍馆、国家古籍保护中心办公室、社会教育部、国家图书馆出版社工作。